# 쿠사나기 쿄
쿠사나기 쿄(草薙京,초치경)는 SNK에서 만든 게임인 《더 킹 오브 파이터즈》의 주인공이다. 일본팀의 리더로서 초기작인 더 킹 오브 파이터즈 94부터 출전하였다.

## 프로필
- 격투 스타일 : 쿠사나기류 고무술
- 키 : 181cm
- 몸무게 : 75kg
- 혈액형 : B형(Rh-)
- 나이 : 19살(95 기준. 95 이후로는 나이를 먹지 않았음. 다른 캐릭터도 사실상 마찬가지. 마이는 1살 더 먹음)
- 좋아하는 음식 : 생선구이
- 싫어하는 것 : 노력
- 취미 : 시 쓰기
- 국적 : 일본
- 특기 스포츠 : 아이스하키
- 일본성우 : 노나카 마사히로 -> 마에노 토모아키

## 캐릭터 설정
용호의 권과 아랑전설 등, SNK 게임 캐릭터들의 크로스 오버 게임인 더 킹 오브 파이터즈의 주인공으로 창조 되었다. 컨셉은 노력 안하는 천재였고,시리즈를 거듭할수록 이러한 컨셉은 변화되었다. 스토리에 오로치 일족이 등장함에 따라 야가미 이오리와 카구라 치즈루와 함께 삼종의 신기로써 오로치 일족을 물리치는 주인공 캐릭터가 되었다. 더 킹 오브 파이터즈 98 이후 99부터는 K'가 등장하며 주인공 캐릭터에서는 잠시 물러났으나, 여전히 스토리상의 핵심 캐릭터이다.
어렸을 때부터 선조 대대로 전해내려오는 '쿠사나기류 고무술'의 영재 교육을 받아왔다. 쿠사나기 일족의 전통 계승자이자 KOF 94, 95 대회의 2년 연속 우승을 차지한 일본 이종격투계의 신성(96 대회는 게닛츠, 97 대회는 오로치의 난입으로 결과가 없다). 노력을 가장 싫어하지만 15살 때 이미 아버지인 사이슈를 뛰어 넘었을 정도로 격투기에 관해서는 천재적인 센스를 지니고 있다. 18세에 전 일본 이종 격투기 대회에 출전해 우승하였고 거기서 2위와 3위를 차지한 니카이도 베니마루, 다이몬 고로와 함께 일본팀을 이끌어 KOF 대회에서도 우승을 일구어 낸다.
처음에는 단순히 참가했던 KOF 대회였지만 시간이 지날수록 이오리와의 싸움과, 자신이 짊어지고 있는 '삼신기의 숙명'을 깨달아가며 삼종의 신기로써 정신적으로 성장해 간다.
그 이후 97 대회에서 오로치 일족을 물리쳤지만 힘을 너무 많이 써서 탈진, 의문의 테러 조직 네스츠에 납치당하게 되었다. 네스츠는 쿄에게서 DNA와 전투 데이터를 얻어 쿄의 클론들을 양산해내고 쿄의 능력을 K'에게 주입시켜 불을 사용할 수 있게 만드는 등 다양한 생체 실험을 시행한다. 하지만 '자신의 손으로 쿄를 죽이는 것'이 궁극적인 목표인 야가미 이오리가 네스츠 연구소 난입해 난동을 부리며 클론의 대다수를 해치우고 본의 아니게 쿄의 탈출을 돕는다. 탈출한 쿄는 도주 생활을 하며 네스츠에 복수를 다짐하고 이오리는 그런 쿄의 뒤를 쫓는다. KOF 99와 2000에서 쿄와 이오리가 팀 없이 단독 출장한 것은 이런 이유 때문이다.(스토리상 99와 2000은 대회에 출장했다고 볼 수 없다.)
네스츠가 붕괴된 이 후에는 삼신기의 힘을 노리는 애쉬 크림존과 머나먼 땅에서 온 자들이라는 조직에 대항하기 위해 다시 삼신기 팀으로써 그들과 대적하지만 2003에서 카구라 치즈루는 야타의 거울을, XI에서 야가미 이오리는 야사카니의 곡옥과 더불어 오로치의 힘을 애쉬 크림존에게 빼앗기고 쿄는 유일하게 삼신기의 힘을 지니고 있는 존재로 남게 된다.
그리고 XIII에서 일본 팀으로 출전, 당당히 머나먼 땅에서 온 자들의 리더인 사이키를 물리치고 사이키와 애쉬 크림존의 존재는 무(無)로 돌아가면서,쿄는 검의 힘을 지켜내고, 또한 치즈루와 이오리의 힘을 되찾아주는 데 성공하며 다시금 진정한 KOF의 주인공으로 인정받게 된다.

## 쿠사나기 쿄를 연기한 배우
- 노나카 마사히로, 마에노 토모아키 - 더 킹오브 파이터즈(게임)
- 숀 패리스 - 2010년 영화 《더 킹 오브 파이터즈》